# Arne Upling
Erik Arne Upling, född 10 maj 1933 i Örebro är en svensk författare och översättare.
Upling har varit yrkesverksam som vägmästare och ingenjör. Men han har skrivit och publicerats sedan unga år. Han bokdebuterade 1982 med diktsamlingen Hjältarna rökte Lucky Strike. Sedan 1986 har han varit heltidsskribent med en omfattande kulturjournalistik och diktsamlingar. Han tilldelades Dan Andersson-priset 1989.

## Priser och utmärkelser
- 1989 – Dan Andersson-priset